# Leporinus
Genre
Leporinus est un genre de poissons appartenant à l'ordre des Characiformes. On les trouve essentiellement en Amérique du Sud.

## Liste des espèces
Selon FishBase (07 juin 2015):
- Leporinus acutidens (Valenciennes, 1837)
- Leporinus affinis Günther, 1864
- Leporinus agassizii Steindachner, 1876
- Leporinus alternus Eigenmann, 1912
- Leporinus amae Godoy, 1980
- Leporinus amazonicus Santos & Zuanon, 2008
- Leporinus amblyrhynchus Garavello & Britski, 1987
- Leporinus apollo Sidlauskas, Mol & Vari, 2011
- Leporinus arcus Eigenmann, 1912
- Leporinus aripuanaensis Garavello & dos Santos, 1981
- Leporinus badueli Puyo, 1948
- Leporinus bahiensis Steindachner, 1875
- Leporinus bimaculatus Castelnau, 1855
- Leporinus bistriatus Britski, 1997
- Leporinus bleheri Géry, 1999
- Leporinus boehlkei Garavello, 1988
- Leporinus brinco Birindelli, Britski & Garavello, 2013
- Leporinus britskii Feitosa, Santos & Birindelli, 2011
- Leporinus brunneus Myers, 1950
- Leporinus conirostris Steindachner, 1875
- Leporinus copelandii Steindachner, 1875
- Leporinus cylindriformis Borodin, 1929
- Leporinus desmotes Fowler, 1914
- Leporinus ecuadorensis Eigenmann & Henn, 1916
- Leporinus elongatus Valenciennes, 1850
- Leporinus falcipinnis Mahnert, Géry & Muller, 1997
- Leporinus fasciatus (Bloch, 1794)
- Leporinus friderici (Bloch, 1794)
- Leporinus geminis Garavello & Santos, 2009
- Leporinus gomesi Garavello & Santos, 1981
- Leporinus gossei Géry, Planquette & Le Bail, 1991
- Leporinus granti Eigenmann, 1912
- Leporinus guttatus Birindelli & Britski, 2009
- Leporinus holostictus Cope, 1878
- Leporinus jamesi Garman, 1929
- Leporinus jatuncochi Ovchynnyk, 1971
- Leporinus klausewitzi Géry, 1960
- Leporinus lacustris Amaral Campos, 1945
- Leporinus lebaili Géry & Planquette, 1983
- Leporinus leschenaulti Valenciennes, 1850
- Leporinus macrocephalus Garavello & Britski, 1988
- Leporinus maculatus Müller & Troschel, 1844
- Leporinus marcgravii Lütken, 1875
- Leporinus melanopleura Günther, 1864
- Leporinus melanopleurodes Birindelli, Britski & Garavello, 2013
- Leporinus melanostictus Norman, 1926
- Leporinus microphthalmus Garavello, 1989
- Leporinus moralesi Fowler, 1942
- Leporinus multifasciatus Cope, 1878
- Leporinus muyscorum Steindachner, 1900
- Leporinus nattereri Steindachner, 1876
- Leporinus niceforoi Fowler, 1943
- Leporinus nigrotaeniatus (Jardine, 1841)
- Leporinus nijsseni Garavello, 1990
- Leporinus obtusidens (Valenciennes, 1837)
- Leporinus octofasciatus Steindachner, 1915
- Leporinus octomaculatus Britski & Garavello, 1993
- Leporinus ortomaculatus Garavello, 2000
- Leporinus pachyurus Valenciennes, 1850
- Leporinus parae Eigenmann, 1907
- Leporinus paralternus Fowler, 1914
- Leporinus paranensis Garavello & Britski, 1987
- Leporinus parvulus Birindelli, Britski & Lima, 2013
- Leporinus pearsoni Fowler, 1940
- Leporinus pellegrinii Steindachner, 1910
- Leporinus piau Fowler, 1941
- Leporinus piavussu Britski, Birindelli & Garavello, 2012
- Leporinus pitingai Santos & Jégu, 1996
- Leporinus platycephalus Meinken, 1935
- Leporinus punctatus Garavello, 2000
- Leporinus reinhardti Lütken, 1875
- Leporinus reticulatus Britski & Garavello, 1993
- Leporinus santosi Britski & Birindelli, 2013
- Leporinus sexstriatus Britski & Garavello, 1980
- Leporinus spilopleura Norman, 1926
- Leporinus steindachneri Eigenmann, 1907
- Leporinus steyermarki Inger, 1956
- Leporinus striatus Kner, 1858
- Leporinus subniger Fowler, 1943
- Leporinus taeniatus Lütken, 1875
- Leporinus taeniofasciatus Britski, 1997
- Leporinus tigrinus Borodin, 1929
- Leporinus trifasciatus Steindachner, 1876
- Leporinus trimaculatus Garavello & Santos, 1992
- Leporinus uatumaensis Santos & Jégu, 1996
- Leporinus unitaeniatus Garavello & Santos, 2009
- Leporinus vanzoi Britski & Garavello, 2005
- Leporinus venerei Britski & Birindelli, 2008
- Leporinus wolfei Fowler, 1940
- Leporinus y-ophorus Eigenmann, 1922

## Pêche sportive
Les différentes espèces de ce genre sont particulièrement recherchées dans le cadre de la pêche sportive. Intéressants à capturer pour leur comportement combatif et obstiné, ils sont surtout recherchés pour servir d'appât pour la pêche d'autres espèces, en particulier celles du genre Pseudoplatystoma. Consommé par l'humain, ils peuvent aussi servir de repas facile. Tout comme celles des piranhas, les Leporinus possèdent des dents pouvant couper les lignes en nylon.